# Trpík
Trpík (německy Türpes, původně Tirpings) je obec v okrese Ústí nad Orlicí v Pardubickém kraji. Leží asi osm kilometrů jižně od Lanškrouna. Žije zde 88 obyvatel.

## Historie
První písemná zmínka o obci pochází z roku 1304.

## Obyvatelstvo
| Rok            | 1869 | 1880 | 1890 | 1900 | 1910 | 1921 | 1930 | 1950 | 1961 | 1970 | 1980 | 1991 | 2001 | 2011 | 2021 |
| -------------- | ---- | ---- | ---- | ---- | ---- | ---- | ---- | ---- | ---- | ---- | ---- | ---- | ---- | ---- | ---- |
| Počet obyvatel | 326  | 310  | 314  | 286  | 261  | 266  | 239  | 130  | 113  | 104  | 78   | 70   | 66   | 63   | 91   |
| Počet domů     | 58   | 51   | 50   | 49   | 50   | 50   | 48   | 35   | 28   | 27   | 24   | 28   | 28   | 29   | 32   |

## Obecní správa
Mezi lety 1869–1950 Trpík byl obcí v okrese Lanškroun. V letech 1961–1990 patřil jako část obce k Damníkovu a od 24. listopadu 1990 je opět samostatnou obcí v okrese Ústí nad Orlicí.

### Obecní symboly
Znak a vlajka byly obci uděleny rozhodnutím předsedy Poslanecké sněmovny Parlamentu České republiky dne 11. února 2004.

## Pamětihodnosti
- kaple sv. Anny
- Pecháčkova lípa – památný strom, v zahradě u č. p. 42 (49°50′49″ s. š., 16°34′7″ v. d.)

## Galerie

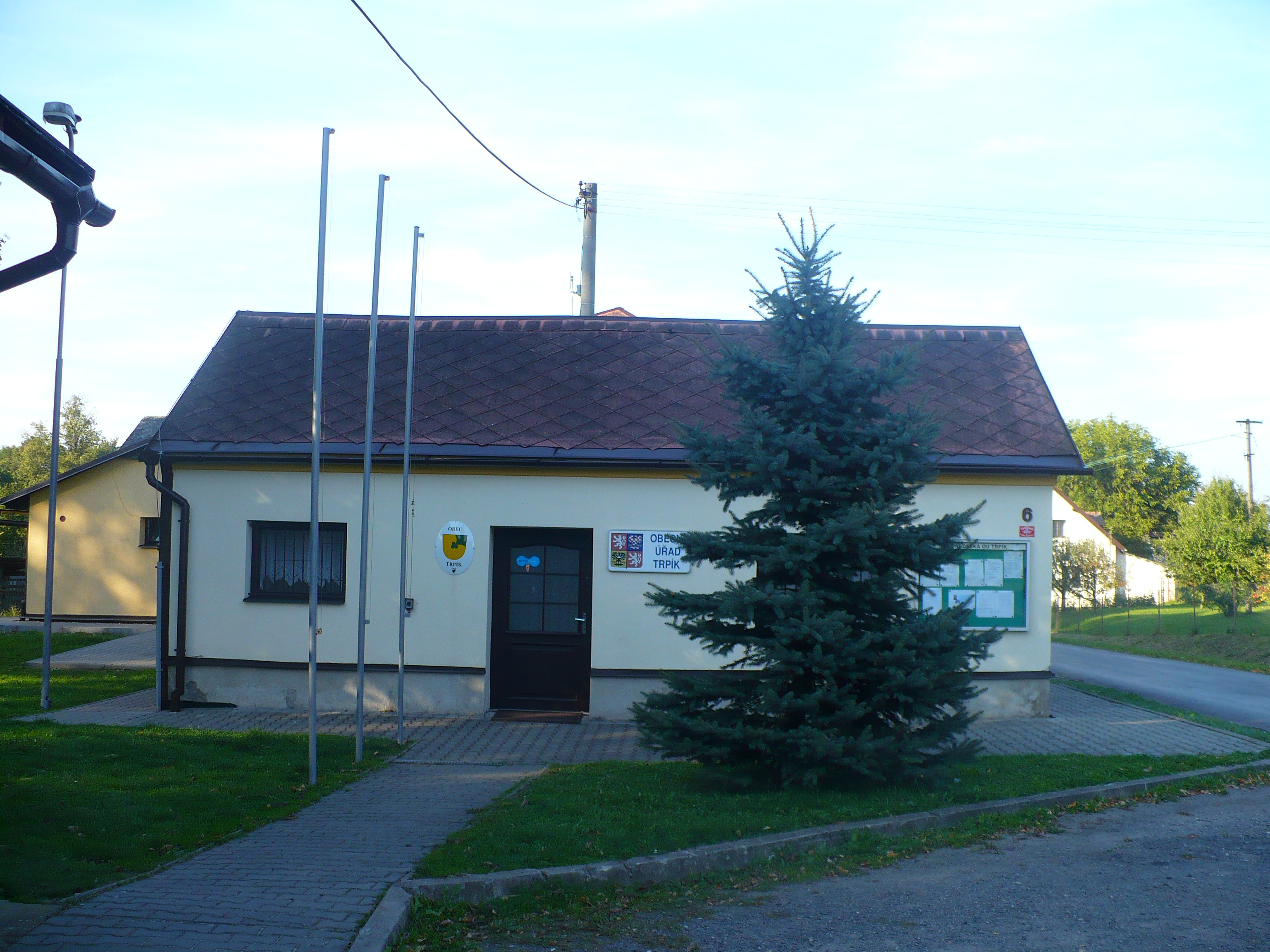
Obecní úřad
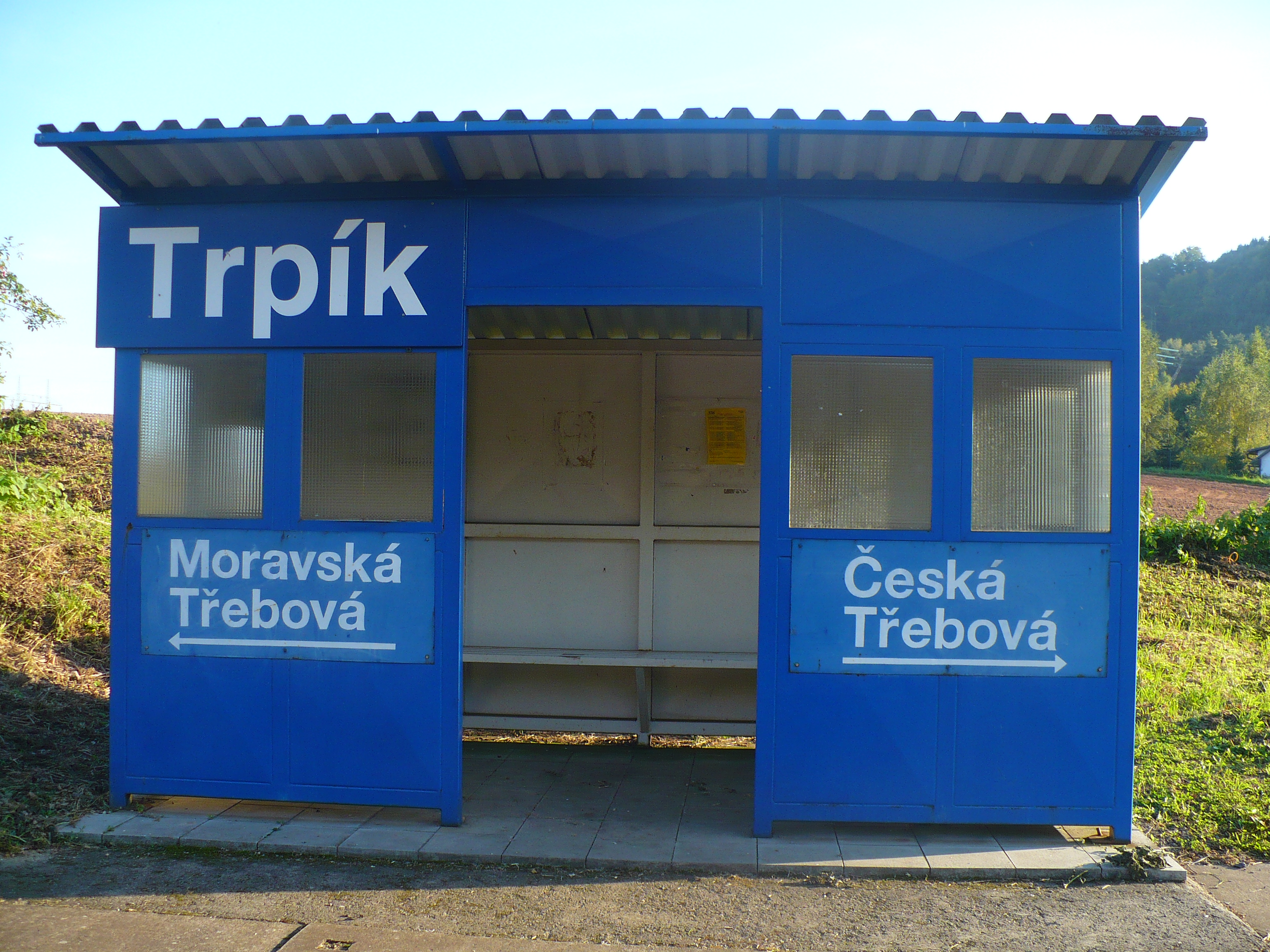
Vlaková zastávka
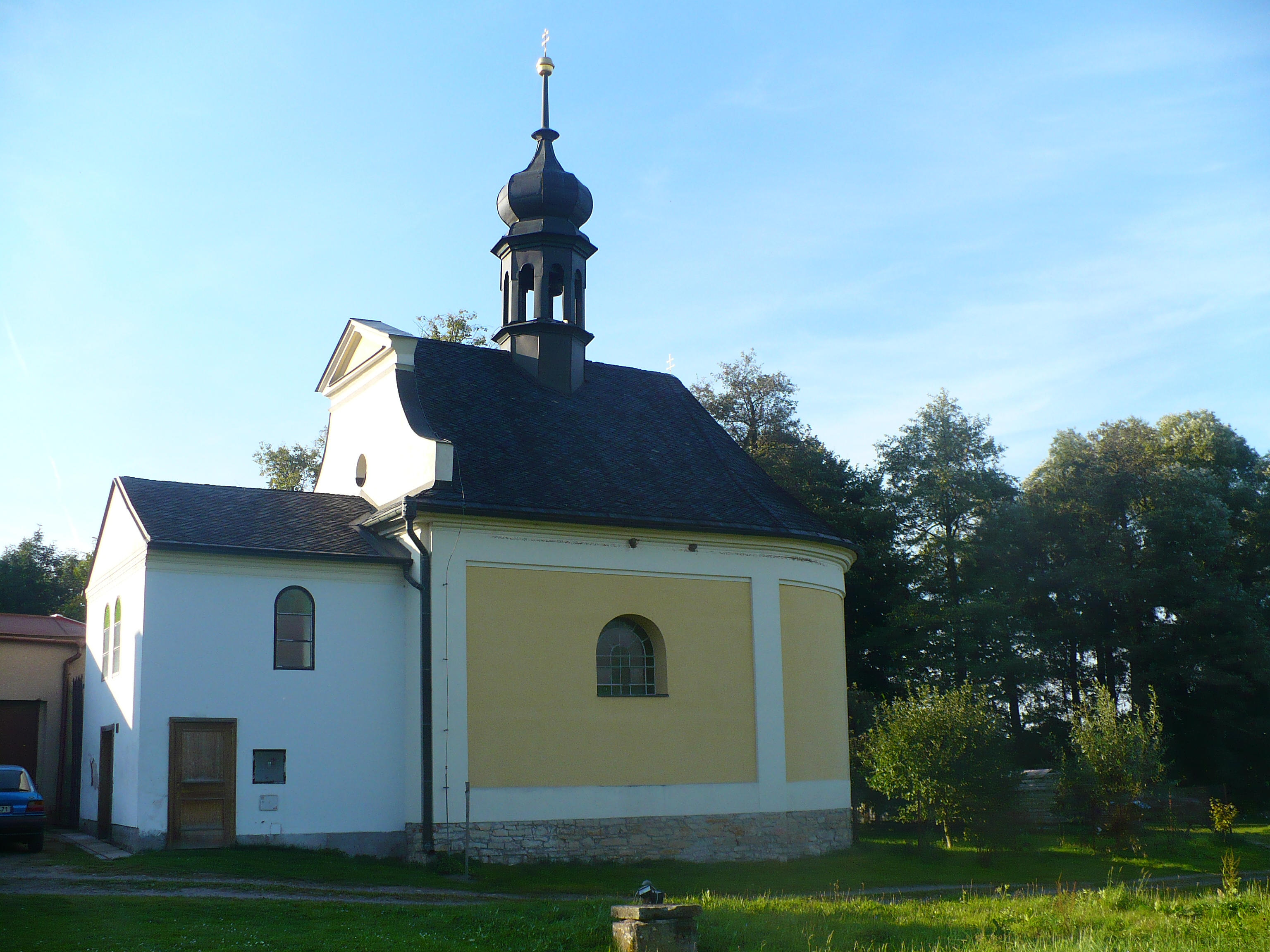
Kaplička svaté Anny
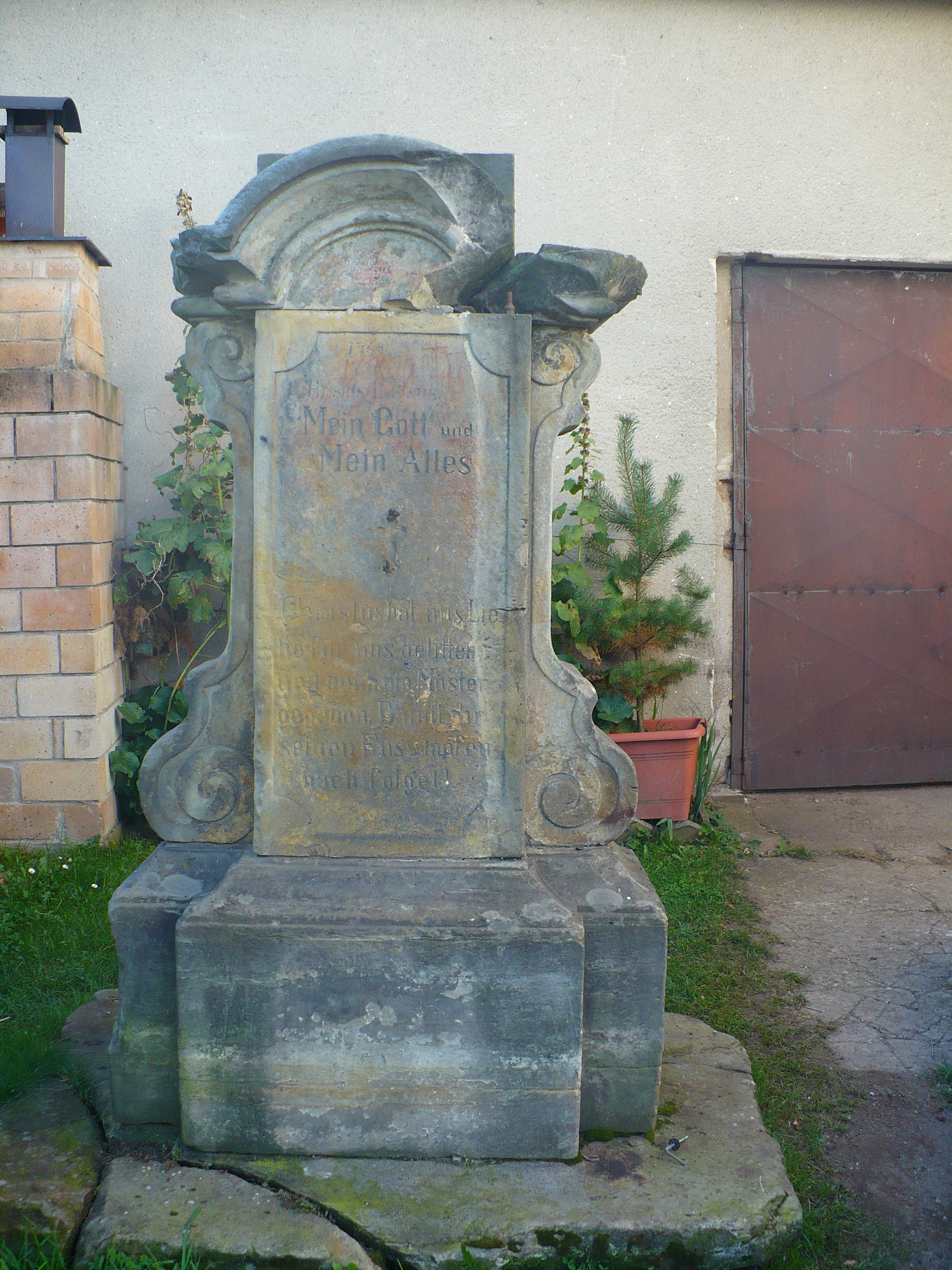
Torzo kříže
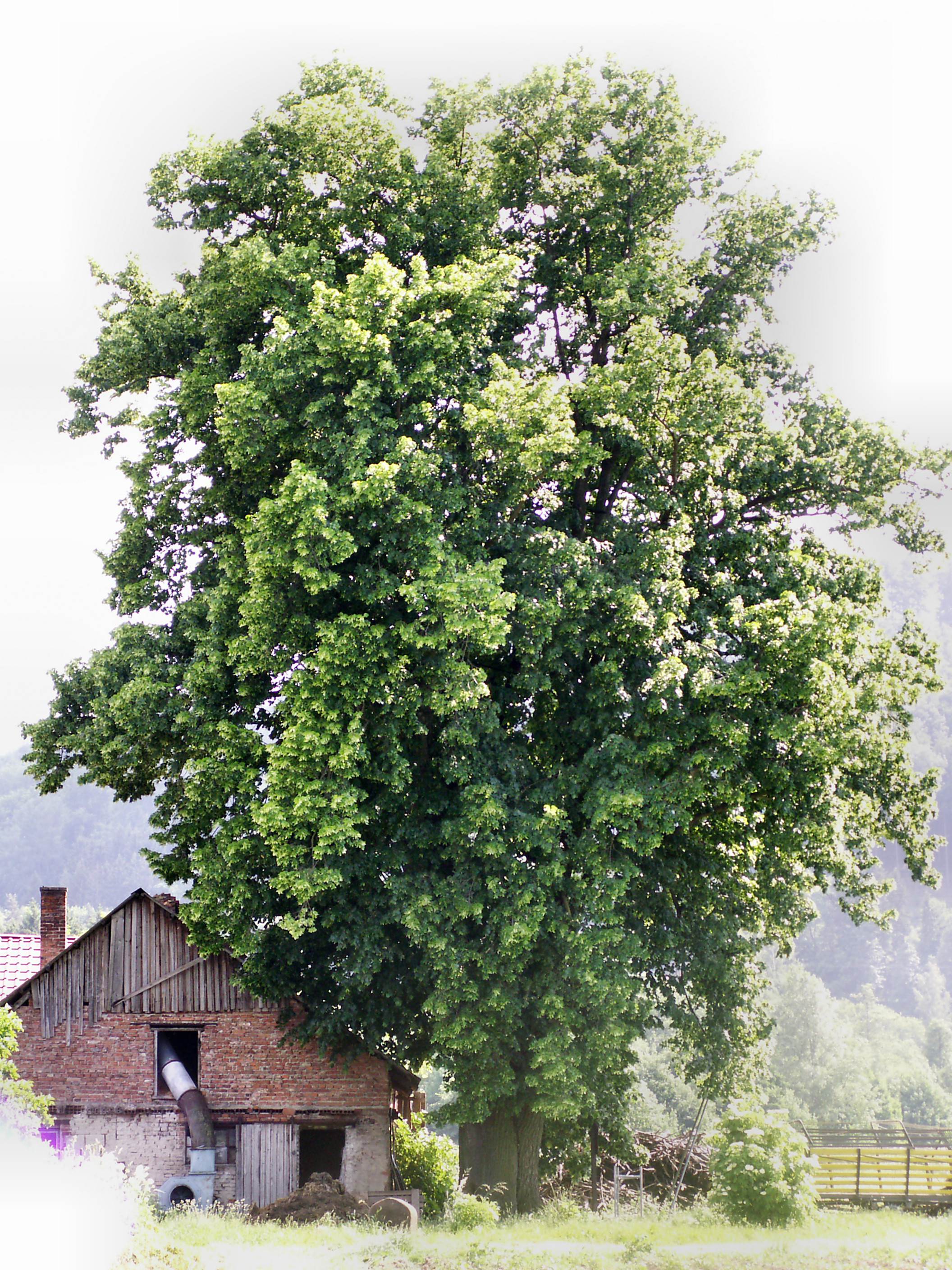
Pecháčkova lípa
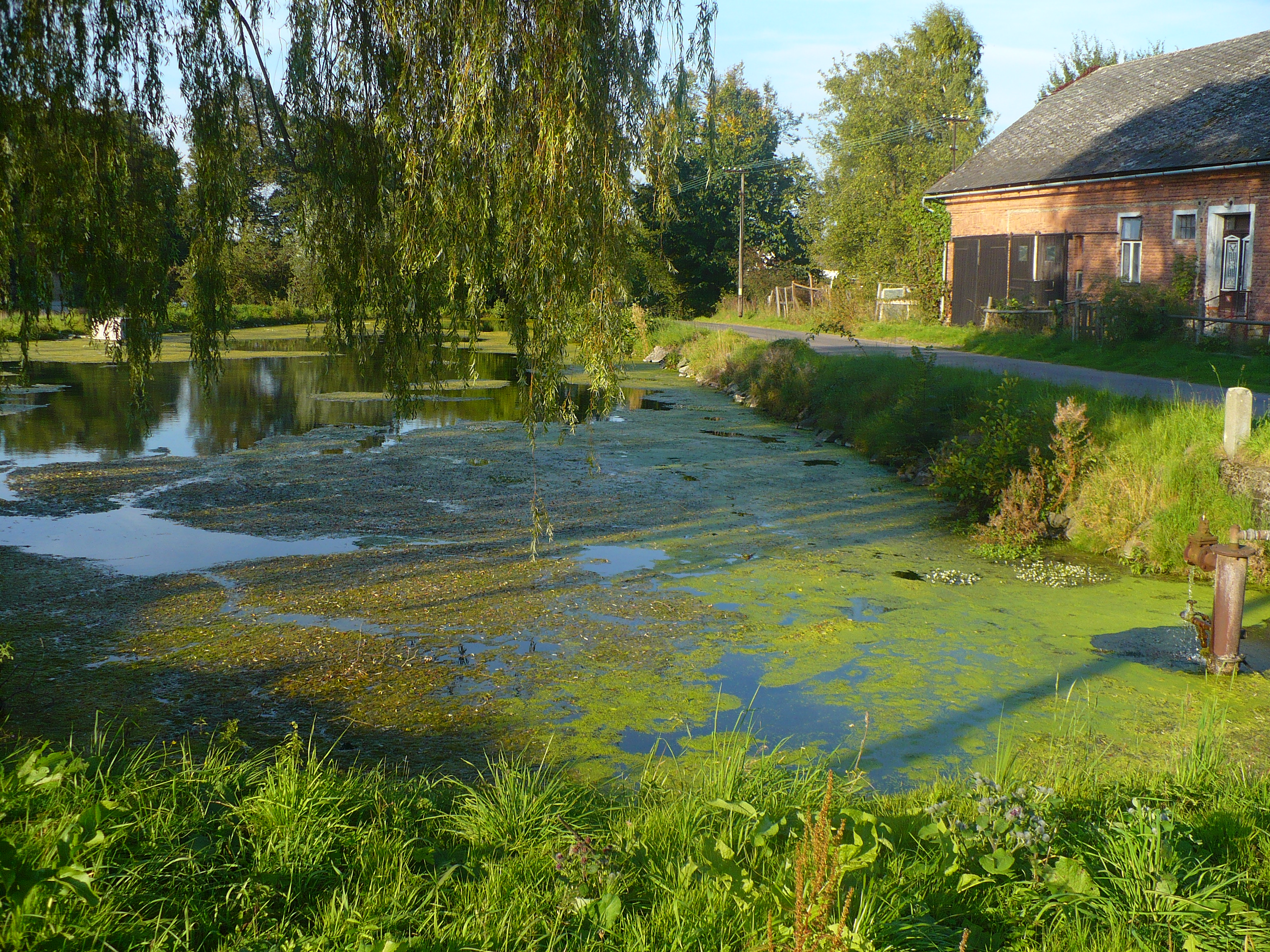
Rybníček Trpík